# کسی کژدم
کسی کژدم یک ستاره است که در صورت فلکی کژدم قرار دارد.